# Schrankia
Schrankia là một chi bướm đêm thuộc họ Erebidae.

## Các loài
- Schrankia altivolans (Butler, 1880)
- Schrankia capnophanes Turner, 1939
- Schrankia costaestrigalis Stephens, 1834
- Schrankia howarthi D. Davis & Medeiros, 2009
- Schrankia intermedialis Reid, 1972
- Schrankia macula Druce, 1891
- Schrankia taenialis Hübner, [1809]

## Hình ảnh

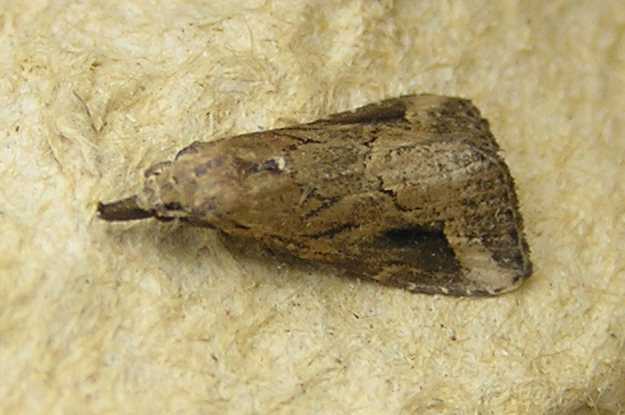
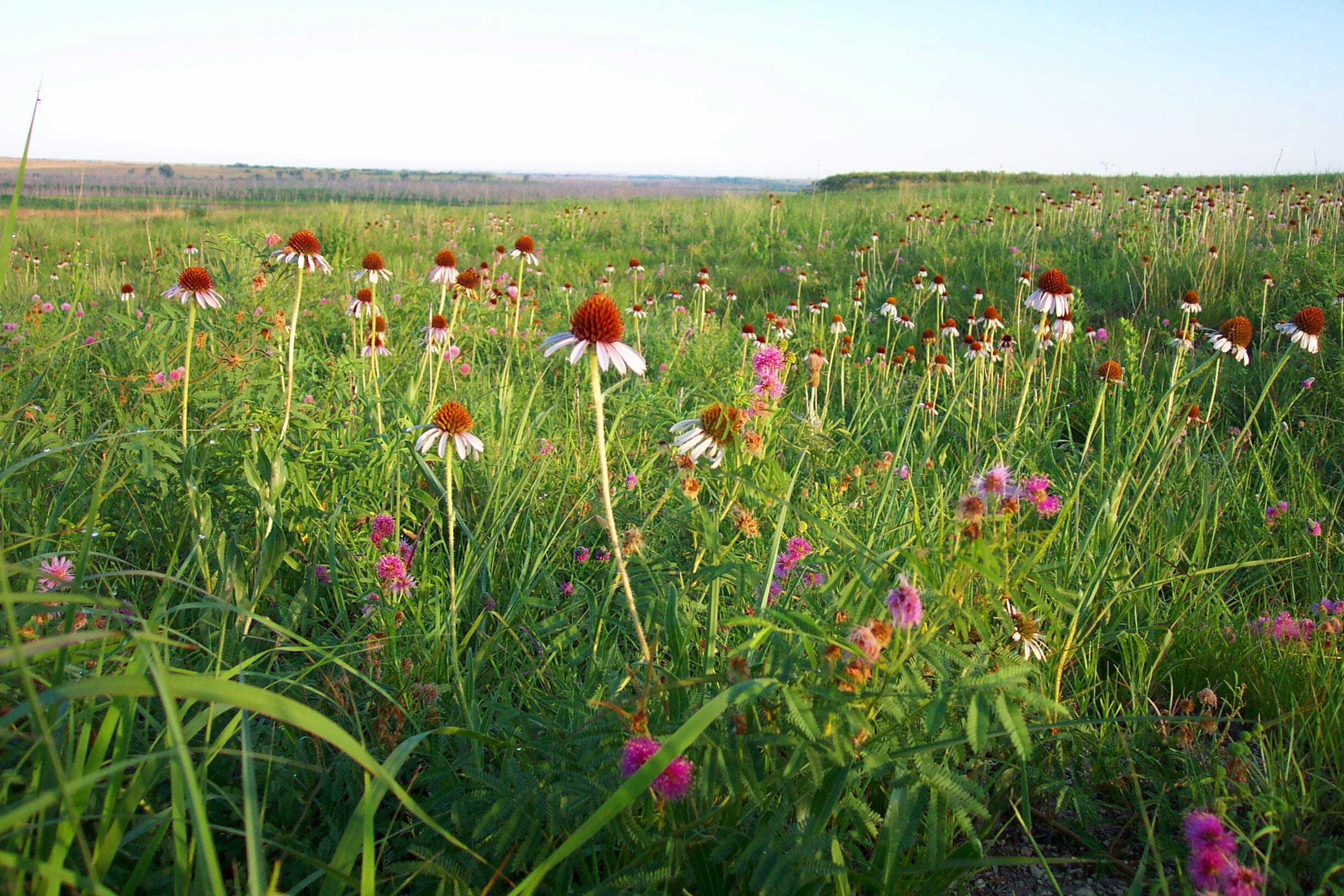